# L'Agullola
L'Agullola és una muntanya de 922 metres que es troba al municipi de Rupit i Pruit, a la comarca d'Osona. La muntanya té un característic penyal separat de la cinglera anomenat l'Agullola Grossa, de 922 metres d'altitud. Al vessant sud-oriental de la muntanya s'hi aixeca una punta de roca de dimensions més reduïdes coneguda com l'Agullola Xica, de 800 metres.

## Llegenda

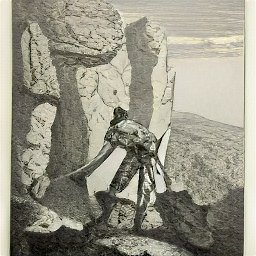
El Gegant de l'Agullola, segons la intel·ligència artificial Craiyon.

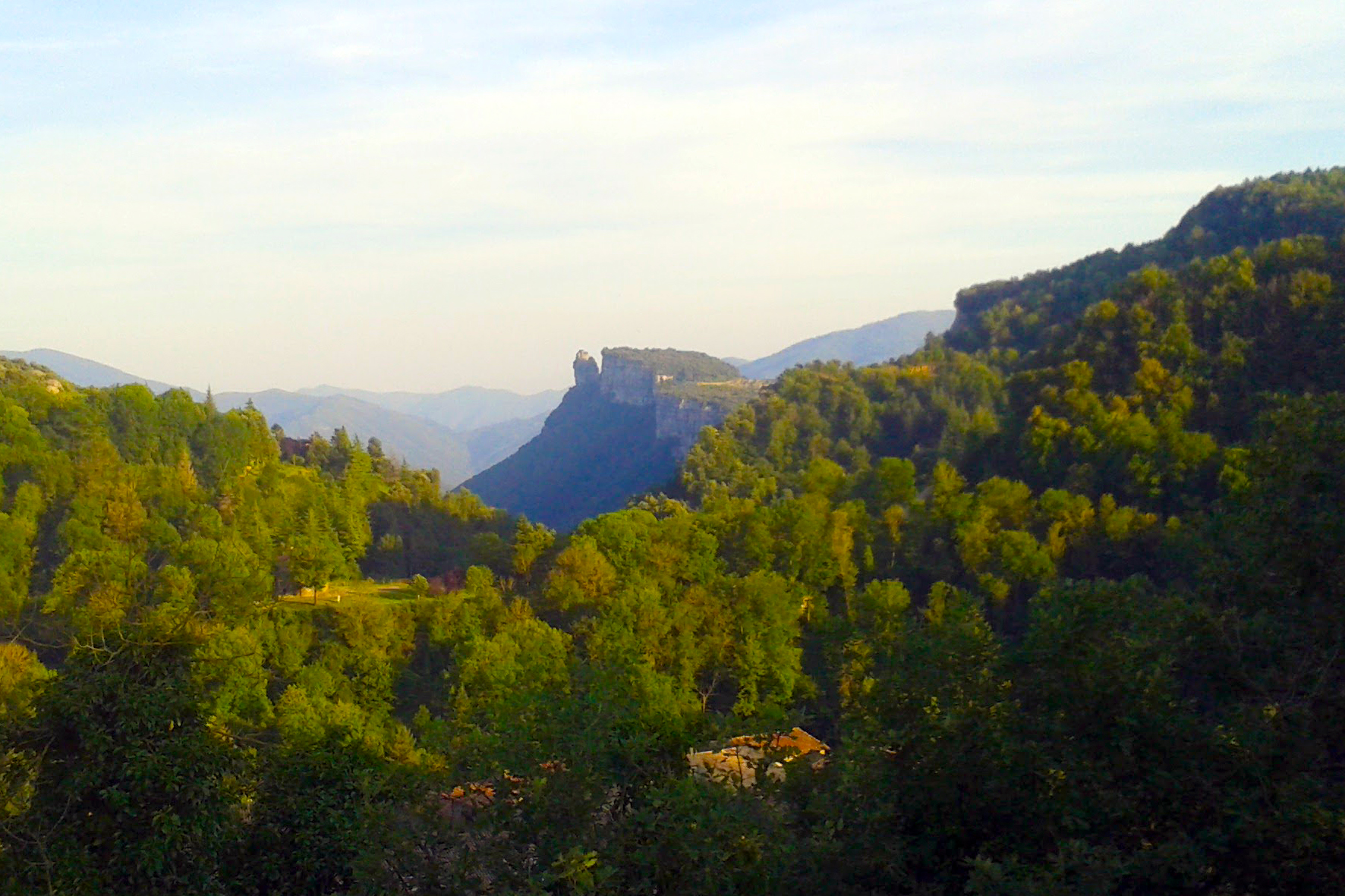
L'Agullola, al centre de la imatge.

Segons la tradició oral de Rupit i Pruit, la singular morfologia d'aquesta muntanya és deguda a un ésser conegut com el Gegant de l'Agullola. Algunes versions diuen que aquest gegant era cruel i tenia atemorida la població, la qual cosa va portar el poble a invocar ajuda divina. Déu va enviar l'arcàngel Sant Miquel, que finalment va derrotar el gegant. Aquest, enfurismat, amb un peu al Far i l'altre al Pla Boixer va clavar un cop d'espasa (o de destral) tan fort que va partir el cingle de Sant Joan de Fàbregues, creant una característica agulla de roca que dona nom a la muntanya. Altres versions de la llegenda afirmen que el gegant era bo i estimat pels rupitencs, i que va clavar el cop de destral com a record de la seva estada.